# Chaetonotus dybowskii
Chaetonotus dybowskii is een buikharige uit de familie Chaetonotidae. De wetenschappelijke naam van de soort werd in 1919 voor het eerst geldig gepubliceerd door Jakubski. De soort wordt in het ondergeslacht Chaetonotus geplaatst.